# Jamie Hoyland
Jamie William Hoyland (sinh ngày 23 tháng 1 năm 1966) là một cựu cầu thủ bóng đá người Anh có hơn 400 lần ra sân ở Football League và Premier League thi đấu ở vị trí tiền vệ trong các thập niên 1980 và 1990. Sau đó ông chuyển sang công tác huấn luyện. Ông là trợ lý huấn luyện viên tại Rochdale năm 2002 và gần đây là huấn luyện viên học viện tại Sheffield United.
Cha của anh Tommy Hoyland cũng thi đấu cho Sheffield United từ năm 1949 đến năm 1961.

## Sự nghiệp thi đấu
Hoyland sinh ra ở Sheffield. Ông bắt đầu sự nghiệp tại Manchester City ở vị trí tiền vệ và sau đó rời để đến Bury FC. Sau khi có hơn 100 trận ra sân cho câu lạc bộ, ông đến Sheffield United. Năm cuối cùng tại Sheffield, ông được cho mượn đến Bristol City.

## Sự nghiệp huấn luyện
Ông được bổ nhiệm làm trợ lý huấn luyện viên tại Rochdale năm 2002. và giữ vị trí huấn luyện trẻ tại Bolton Wanderers và Preston North End. Vào tháng 9 năm 2012, Hoyland được bổ nhiệm làm huấn luyện viên của Học viện Sheffield United F.C.. Tuy nhiên, ngày 19 tháng 3 năm 2013 ông từ chức khỏi huấn luyện viên học viện.